# Préstimo e Macieira de Alcoba
Préstimo e Macieira de Alcoba est une paroisse civile portugaise (en portugais : freguesia) de la municipalité d'Águeda dans le district d'Aveiro. Elle est créée en 2013, par fusion des paroisses de Préstimo et Macieira de Alcoba.

## Histoire
La paroisse est créée par la loi no 11-A/2013 du 28 janvier 2013 portant réorganisation administrative du territoire des freguesias, en fusionnant les paroisses de Préstimo et Macieira de Alcoba. Son nom officiel est União das Freguesias de Préstimo e Macieira de Alcoba et son siège est fixé à Préstimo.

## Démographie
Lors du recensement de 2021, Préstimo e Macieira de Alcoba compte 703 habitants. La paroisse est alors la moins peuplée de la municipalité d'Águeda.